# Erich Lessing
Erich Lessing (Viena, 13 de julio de 1923 – Ídem, 29 de agosto de 2018) fue un fotógrafo austriaco, miembro de la Agencia Magnum. Fue inicialmente conocido a raíz de su cobertura de la Revolución húngara de 1956 y otros acontecimientos de la Europa de posguerra que cubrió trabajando para la agencia Associated Press y que le dio la posibilidad  de retratar a autoridades mundiales como Eisenhower o Nikita Jrushchov.

## Biografía
Erich Lessing nació en la Viena de entreguerras en el seno de una familia judía. Su padre era dentista y su madre concertista de piano.
Con la llegada de Hitler al poder y la anexión austriaca al Tercer Reich, no pudo concluir su educación secundaria. Erich emigró al Mandato británico de Palestina (hoy en día, Israel) aunque su madre permaneció en Viena y terminaría falleciendo en Auschwitz. 
En Israel Lessing estudió ingeniería de radio en el Technion aunque posteriormente trabajó como empleado agrícola. Finalmente se alistó en el Ejército Británico como fotógrafo y aviador.
En 1947, ya concluida la Segunda Guerra Mundial regresó a su país natal y comenzó a trabajar como fotógrafo para Associated Press. Ese mismo año conoció a Gertraud Wiglitzky, también fotógrafa y con la que se casó ese mismo año. Permanecieron juntos hasta la muerte de esta, en 2016, y tuvieron juntos tres hijos. Durante los primeros años de su matrimonio se mudaron temporalmente a la ciudad suiza de Ginebra, si bien años después terminaron regresando y afincándose definitivamente en Viena.
En 1951 David Seymour le invitó a formar parte de la Agencia Magnum, en la cual entró a formar parte en 1955.
Documentó la vida política europea de postguerra, principalmente en los países de la órbita comunista y sus imágenes aparecieron en publicaciones como Time', Fortune, Life, Paris Match, Picture Post, Epoca....
A partir de la década de 1960 Erich Lessing comenzó a interesarse y dedicarse más por los eventos y la realidad cultural y artística, retratando a multitud de escritores, músicos, astrónomos, científicos, etc.

## Premios (selección)
- 1967ː Premio Nadar

## Libros (selección)
A lo largo de su carrera participó en más de 60 trabajos editoriales.